# ヒメモチ
ヒメモチ（姫黐、学名：Ilex leucoclada）は、モチノキ科モチノキ属の常緑低木。

## 特徴
積雪に適応した種で、高さは1mになり、幹はしなやかである。葉は、長さ0.8-1.5cmの葉柄をもって茎に互生する。葉は厚く、形は長楕円形で、先端はやや鈍く尖り、基部は鋭形で葉柄に流れ、葉身の長さ5-15cm、幅1.5-4cm。両面無毛で、ふつう全縁であるが、まれに上部に細かい鋸歯があるときがある。
花期は6-7月、雌雄異株で雄花、雌花とも緑色がかった白色の4弁花を咲かせる。果実は10-11月頃、径1cmほどの球状に赤熟し、翌年の花期の頃まで見られる。

## 分布と生育環境
北海道の西南部、本州の東北地方、北陸地方から山陰地方の日本海側に分布し、多雪地の林床に自生する。
ユキツバキ、ハイイヌガヤ、ヒメアオキ、エゾユズリハ、ツルシキミなどの日本海要素の常緑地這植物とともに、ブナ林などの林床にみられる。

## 雑種
- オオツルツゲ Ilex × makinoi H.Hara - ヒメモチとツルツゲの雑種と考えられ、ヒメモチより小型かつツルツゲよりは大型で、東北地方にてまれに見られる。

## ギャラリー
- 4本の雄蕊のみを持つ雄花
- 前年から果実